# STLA Large
STLA Large es una plataforma con arquitectura modular global para vehículos eléctricos a batería (BEV) desarrollada por el grupo automovilístico Stellantis. 

## Versiones

### LP1
Marca el debut de la electrificación en muscle cars como el Dodge Charger, sin abandonar por completo los motores térmicos.

### LP2
Apuesta por la hibridación accesible, especialmente para crossovers familiares.

### LP3
Enfoque en lujo y deportividad. Es la más relevante para las marcas europeas. Posibilidad de mantener motores térmicos híbridos.

### LP4
La base para los SUV unibody grandes del grupo.

### Resumen de versiones
| Plataforma | Enfoque      | Aplicaciones         | Tipos de tracción | Tipo de motorización | Observaciones                                    |
| ---------- | ------------ | -------------------- | ----------------- | -------------------- | ------------------------------------------------ |
| LP1        | Norteamérica | Muscle cars          | Trasera y total   | BEV + ICE            | Primera aplicación de la plataforma STLA Large   |
| LP2        | Norteamérica | Crossovers           | Delantera y total | Híbrido              | Electrificación accesible                        |
| LP3        | Europa       | Lujo y deportividad  | Trasera y total   | BEV + Híbrido        | Plataforma específica para Maserati y Alfa Romeo |
| LP4        | Global       | SUVs unibody grandes | Trasera y total   | BEV + Híbrido        |                                                  |

## Modelos, periodos y fábricas
| Modelo          | Inicio | Fin | Fábrica            | País   | Observaciones                                                |
| --------------- | ------ | --- | ------------------ | ------ | ------------------------------------------------------------ |
| Dodge Charger   | 2024   | -   | Stellantis Windsor | Canadá | Primer modelo y fábrica en utilizar la plataforma STLA Large |
| Jeep Cherokee   | 2025   | -   | Stellantis Toluca  | México |                                                              |
| Jeep Recon      | 2025   | -   | Stellantis Toluca  | México |                                                              |
| Jeep Wagoneer S | 2025   | -   | Stellantis Toluca  | México |                                                              |